# Матеус Пейшоту
Матеус Віейра Кампуш Пейшоту або просто Матеус Пейшоту (порт.-браз. Matheus Vieira Campos Peixoto / Matheus Peixoto, нар. 16 листопада 1995, Кабо-Фріу, Ріо-де-Жанейро, Бразилія) — бразильський футболіст, нападник японського клубу «Джубіло Івата».

## Життєпис

### Початок кар'єри
Народився в місті Кабо-Фріу, штат Ріо-де-Жанейро. Футбольну кар'єру розпочав в юнацькій команді «Кабофріенсе», після чого перебрався до молодіжної команди «Крузейро». У 2013 році став гравцем «Аудакс Ріо» (U-20), а вже наступного року переведений до дорослої команди вище вказаного клубу. У червні 2015 року перейшов до «Баїя», спочатку виступав в оренді, тренувався з першою командою, але в підсумку став одним з провідних футболістів молодіжної команди у Кубку Нордесте (U-20). Протягом 2016 року виступав в оренді за «Іпірангу» та «Флуміненсе» (Фейра).

### «Баїя»
На початку 2017 року, після декількох оренд по клубах з чемпіонату штату, Матеус Пейшоту повернувся до «Баїя». Дебютував за команду 1 лютого, вийшовши на заміну в нічийному (0:0) виїзному поєдинку Ліги Баїяно проти «Жакуіпенсе».

### «Брагантіну»
У 2017 році перебрався до «Брагантіну». За нову команду дебютував 30 липня, вийшовши на заміну в нічийному (0:0) виїзному поєдинку Серії C проти «Іпіранги». Дебютним голом за нову команду відзначився 9 вересня в переможному (3:2) поєдинку проти «Тупі».
Став відомий 18 березня 2018 року за те, що відзначився гол, який забезпечив виїзну перемогу (3:2) над «Корінтіансом» у чвертьфіналі Ліги Паулісти. Але в матчі-відповіді «Брагантіну» програв та припинив боротьбу за чемпіонство.
У 2018 році став одним з провідних гравців Серії C, протягом сезону відзначився 11 голами в 33 матчах, завдяки чому ним зацікавилися декілька бразильських клубів. За період свого першого перебування в «Брагантіну», відзначився 12 голами в 39 матчах.

### «Спорт Ресіфі»
3 вересня 2018 року було оголошено про оренду Матеуса Пейшоту в «Спорт Ресіфі» до завершення сезону. Дебютував за клуб з Пернамбуку 16 вересня, вийшовши на заміну у програному (1:2) виїзному поєдинку Серії A проти «Корінтіанса». Його гра не завадила клубу вилетіти до Серії В у 2019 році.
У футболці «Спорт Ресіфі» провів 8 поєдинків, в яких не зумів відзначитися жодним голом.

### Повернення в «Брагантіну»
Після завершення оренди в «Спорт Ресіфі» 14 грудня 2018 року стало відомо, що Матеус Пейшоту повернувся до «Брагантіну». Дебютував за нову команду 19 січня 2019 року, вийшовши у стартовому складі переможного (1:0) домашнього поєдинку Ліги Паулісти проти «Гуарані», у тому числі відзначився своїм першим голом після повернення до команди, який виявився єдиним у матчі.
Став одним із чотирьох футболістів «Брагантіну», які залишилися після початку партнерства з «Ред Булл Бразіл». Матеус Пейшото, який майже не використовувався по ходу Серії В у 2019 році, покинув лавку запасних й допоміг розв'язати проблеми тренера Антоніо Карлоса Заго в атакувальній лінії команди, навіть грав флангового нападника.
Будучи одним з провідних виконавців «Брагантіну», Матеус став одним з найкращих бомбардирів команди сезону та увійшов до складу команди, яка стала чемпіоном Серії B 2019 року. Протягом свого другого періоду перебування в «Брагантіну», Матеус Пейшоту провів 41 матч та відзначився 10 голами.

### «Понте-Прета»
7 серпня 2020 року оголосили про оренду Матеуса Пейшоту до «Понте-Прети» до завершення сезону. Дебютував за нову команду 14 серпня, вийшовши на заміну та відзначився третім голом своєї команди в нічийному (3:3) домашньому поєдинку Серії B 2020 проти «Віторії».
У футболці «Понте-Прети» провів 34 матчі та відзначився 6 голами.

### «Жувентуде»
12 лютого 2021 року, згідно з планами «Ред Булл Брагантіну», офіційно оголосили про оренду Матеуса Пейксото до кінця року. Дебютував за нову команду 1 березня, вийшовши в стартовому складі в програному (0:1) поєдинку Ліги Гаушу проти «Інтернасьйоналу».
Дебютним голом за «Жувентуде» відзначився 16 березня, відкривши рахунок у переможному (3:0) поєдинку кубка Бразилії 2021 проти «Мурісі».

### «Металіст»
31 липня 2021 року уклав контракт з харківським «Металістом».

## Статистика виступів

### Клубна
Станом на 10 травня 2019
| Клуб                  | Сезон              | Ліга               | Ліга  | Ліга | Чемпіонат штату | Чемпіонат штату | Кубок | Кубок | Конт. кубок | Конт. кубок | Інші  | Інші | Загалом | Загалом |
| Клуб                  | Сезон              | Дивізіон           | Матчі | Голи | Матчі           | Голи            | Матчі | Голи  | Матчі       | Голи        | Матчі | Голи | Матчі   | Голи    |
| --------------------- | ------------------ | ------------------ | ----- | ---- | --------------- | --------------- | ----- | ----- | ----------- | ----------- | ----- | ---- | ------- | ------- |
| «Аудакс Ріо»          | 2014               | Каріока            | —     | —    | 1               | 0               | —     | —     | —           | —           | —     | —    | 1       | 0       |
| «Баїя»                | 2017               | Серія A            | 0     | 0    | 1               | 0               | —     | —     | —           | —           | 1     | 0    | 2       | 0       |
| Брагантіну            | 2017               | Серія C            | 6     | 1    | —               | —               | —     | —     | —           | —           | —     | —    | 6       | 1       |
| Брагантіну            | 2018               | Серія C            | 19    | 5    | 12              | 5               | 2     | 1     | —           | —           | —     | —    | 33      | 11      |
| Брагантіну            | 2019               | Серія B            | —     | —    | 14              | 4               | —     | —     | —           | —           | —     | —    | 14      | 4       |
| Брагантіну            | Загалом            | Загалом            | 25    | 6    | 26              | 9               | 2     | 1     | —           | —           | —     | —    | 53      | 16      |
| «Спорт Ресіфі»        | 2018               | Серія A            | 8     | 0    | —               | —               | —     | —     | —           | —           | —     | —    | 8       | 0       |
| «Ред Булл Брагантіну» | 2019               | Серія B            | 3     | 1    | —               | —               | —     | —     | —           | —           | —     | —    | 3       | 1       |
| Загалом за кар'єру    | Загалом за кар'єру | Загалом за кар'єру | 36    | 7    | 28              | 9               | 2     | 1     | 0           | 0           | 1     | 0    | 67      | 17      |

1. ↑  Матч(і) в Кубку Нордесте

## Досягнення
«Баїя»
- Кубок Нордесте
  -  Володар: 2017

«Ред Булл Брагантіну»
- Серія B
  -  Чемпіон: 2019

- Ліга Пауліста (аматорський футзал)
  -  Чемпіон: 2020